# El cholo que se castró
«El cholo que se castró» es un cuento del escritor ecuatoriano Demetrio Aguilera Malta, publicado en 1930 como parte del libro de relatos Los que se van. La trama cuenta la historia de Nicasio Yagual, un cholo que a lo largo de su vida ha cometido violaciones y asesinatos empujado por la lujuria, pero que finalmente recapacita y decide tomar medidas extremas para acabar con sus deseos.
Al igual que los otros cuentos de Los que se van, el relato está escrito con un lenguaje coloquial y crudo y se centra en las vivencias de personajes montuvios y cholos del área rural de la costa ecuatoriana. Algunas posturas académicas identifican en el relato elementos precursores de lo que finalmente sería el movimiento artístico latinoamericano del realismo mágico.

## Argumento
El cuento inicia con Nicasio Yagual, protagonista de la historia, un día en que intenta convencer a una mujer de que tuviera relaciones sexuales con él. Ante su negativa, Nicasio le prende fuego a la embarcación en que navegaban, lo que le permite arrinconarla y lograr su cometido. A lo largo de su vida, Nicasio había cometido muchos atropellos similares, como cuando asesinó en un duelo de machetes al padre de su prima, quien había intentado obligarlo a casarse con su hija tras enterarse de que abusaba sexualmente de ella; o cuando violó y asesinó a la esposa del patrón de la hacienda en que trabajaba luego de llevar mucho tiempo obsesionado con ella.
Un día Nicasio escucha un rumor sobre una mujer guerrera conocida como la Peralta que se batía a machetazos con hombres y vivía bajo su propia ley. Nicasio la busca y la reta a un duelo de machetes con la condición de que el ganador podría hacer lo que quisiera con el otro. Nicasio derrota a la Peralta, pero se niega a tener sexo con ella tras tener una epifanía sobre los crímenes que había cometido a lo largo de su vida y arrepentirse de ellos. Entonces concluye que todos sus abusos habían nacido producto de su lujuria y toma la decisión de castrarse como forma de acabar con sus deseos sexuales. La Peralta encuentra al poco tiempo el cadáver de Nicasio, que ha muerto desangrado luego de mutilarse.

## Estilo

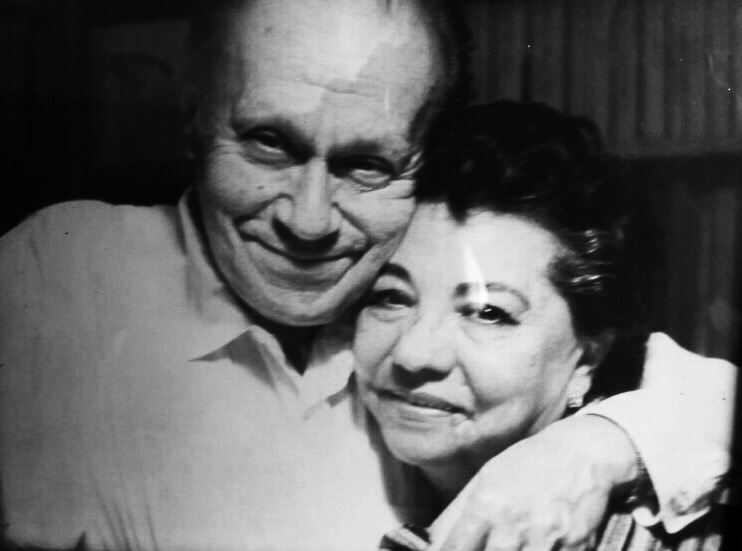
Demetrio Aguilera Malta junto a su esposa, la escritora Velia Márquez

De acuerdo al académico estadounidense Kenneth Wishnia y a la ecuatoriana María Helena Barrera, «El cholo que se castró» incluye elementos estilísticos que lo ubican entre los predecesores del realismo mágico, tendencia que Aguilera Malta adoptaría más tarde de forma integral en su novela Siete lunas y siete serpientes (1970). Wishnia y Barrera señalan en particular la incorporación de cualidades antropomórficas para describir objetos o animales, como camarones o mangles que «se reían a carcajadas», o «piedras [que] parecían caminar». A diferencia de otras obras similares de la época, Aguilera Malta introduce estos elementos en el cuento sin darles una explicación narrativa lógica, lo que de acuerdo a Wishnia significó un cambio de paradigma en el realismo latinoamericano.
Como el resto de cuentos de Los que se van, la trama explora la vida de personajes cholos y montuvios a través de un lenguaje crudo y directo, poblado de deformaciones ortográficas y descrito por personalidades como Jorge Enrique Adoum como «lenguaje nuevo, descarado, insolente, incluso terrorista», que significó una ruptura con el modelo costumbrista que se venía desarrollando en la literatura ecuatoriana desde el siglo XIX. Otra característica es la inclusión de descripciones gráficas que por momentos se acercan al tremendismo, como deja ver el propio nombre del relato; o la reiteración de palabras o sonidos con el propósito de reproducir la oralidad de los personajes, como se puede apreciar en el siguiente fragmento:

La lengua se hizo roja. Una extraña lengua que avanzó por la ramada. Que se prendió en la cubierta. Que se arrimó a las velas y a los mástiles. Que se irguió desafiante sobre la soledad del mar.

Estructuralmente, el cuento se encuentra dividido en cuatro partes y veintiséis escenas. A diferencia de otros relatos del autor que siguen una narración lineal, el cuento inicia in medias res.

## Análisis
El personaje de la Peralta, mujer fuerte e independiente que se enfrenta sin reparos contra hombres, representa un símbolo de rebeldía contra las construcciones sociales sobre el rol de la mujer en la sociedad de la época. Personajes femeninos similares aparecen además en los cuentos «Al subir el aguaje» y «La salvaje», de Joaquín Gallegos Lara, que también forman parte de Los que se van. En el caso de la Peralta, es notorio el hecho de ser el único personaje femenino en el relato que recibe un nombre propio, fruto de su individualidad y el respeto que genera. La epifanía que experimenta Nicasio es provocada justamente por la autonomía de la Peralta, cuya personalidad despierta sentimientos románticos en él que lo aterran y producen un intercambio en los roles de la relación de poder entre ambos que lleva a la Peralta a ser quien finalmente se impone sobre Nicasio a pesar de haber sido derrotada por él en el duelo.
El arrepentimiento de Nicasio posee además connotaciones religiosas, como el texto indica al señalar que él: «Creía en Dios, en la virgen, en todos los santos... Creía que se iría al infierno». De acuerdo al catedrático español Juan Manuel Rodríguez López, la decisión final de castrarse parece referenciar la máxima cristiana «si tu ojo te escandaliza, arráncatelo», proveniente del Evangelio de Mateo. En un sentido más amplio, el cuento puede ser entendido como un rechazo a un proyecto de nación basado en concepciones nocivas sobre la masculinidad y el uso de la violencia como forma de dominación. Nicasio Yagual, que por su condición de montuvio es excluido por los sectores sociales que no lo consideran «civilizado», decide transgredir las normas morales impuestas por la sociedad, aunque a la vez adopta sus visiones patriarcales.

## Recepción y legado
Entre las opiniones críticas sobre el relato destaca la de la catedrática María Helena Barrera, que caracterizó a «El cholo que se castró» como un cuento «de extraordinario alcance», que sintetiza las principales características de los otros siete relatos de Aguilera Malta incluidos en Los que se van. Por el contrario, el crítico estadounidense Seymour Menton lo calificó como el menos logrado de los ocho, mientras que el escritor ecuatoriano Miguel Donoso Pareja cuestionó la verosimilitud de la trama.
Algunos elementos del relato fueron retomados en obras posteriores por Aguilera Malta, entre ellos varios acontecimientos de la trama, que posteriormente reaparecieron en las novelas La isla virgen (1942) y Siete lunas y siete serpientes (1970). Otro ejemplo es el personaje del Coronel, perteneciente a esta última novela, quien posee varias semejanzas en sus razonamientos con Nicasio Yagual. La hacienda «Dos Revesas», mencionada en el cuento, aparece además en la novela Don Goyo (1933).